# Park Sung-hoon
Park Sung-hoon (en coréen : 박성훈), né le 8 décembre 2002 et connu sous le nom de Sunghoon, est un chanteur et animateur de télévision sud-coréen. Il fait partie du groupe Enhypen, lancé en 2020. De octobre 2021 jusqu'en septembre 2022, il a été le co-présentateur de l'émission Music Bank avec Wonyoung du groupe IVE et précédemment de Iz*One.
De 2010 à 2020, Park Sung-hoon était patineur artistique et a participé à plusieurs compétitions internationales juniors dont l'Asian Open Figure Skating Trophy et le trophée de Lombardie. Lors de la saison 2018-2019, il a concouru dans les ISU Challenger Series.